# 秋富公正
秋富 公正（あきとみ きみまさ、1921年2月27日 - 2016年4月21日）は、日本の官僚、経営者。

## 来歴・人物
山口県出身。秋田三一の次男として生まれ、秋富久太郎の養子となる。妻は阿南惟幾の長女・喜美子。
1944年に東京帝国大学経済学部を卒業し、海軍主計中尉を経て、1946年に運輸省に入省。1979年11月に日本鉄道建設公団副総裁に就任し、1983年5月には新東京国際空港公団総裁に就任。
1993年4月に勲一等瑞宝章を受章した。
2016年4月21日、膵臓癌のために死去。95歳没。